# Gare de Petit-Sinay
Ne doit pas être confondu avec gare de Sinay.
La gare de Petit-Sinay (en néerlandais : station Klein-Sinaai) est une ancienne gare ferroviaire belge de la ligne 77, de Saint-Gilles-Waes à Zelzate située à Petit-Sinay, section de la commune de Stekene, dans la province de Flandre-Orientale en Région flamande.
Mise en service en 1873, elle ferme aux voyageurs en 1952. La ligne est hors-service depuis 1970.

## Situation ferroviaire
Établie à 5 m d'altitude, la gare de Petit-Sinay était située au point kilométrique (PK) 11.1 de la ligne 77, de Saint-Gilles-Waes à Zelzate, via Moerbeke-Waes entre les gares de Stekene et Moerbeke-Waes.

## Histoire
La halte de Petit-Sinay, administrée depuis la station de Moerbeke, est mise en service le 20 octobre 1873 par la Compagnie du chemin de fer d'Eecloo à Anvers (membre de la Société générale d'exploitation de chemins de fer (SGE), lorsqu'elle ouvre à l'exploitation la section de Gare de Saint-Gilles-Waes à Moerbeke-Waes construite par la Compagnie des bassins houillers du Hainaut.
Après la faillite des Bassins houillers et le démantèlement de la SGE, les Chemins de fer de l'État belge (future SNCB) reprennent la ligne en 1878. Ils construiront un nouveau bâtiment de gare en 1895.
La SNCB supprime les trains de voyageurs entre Saint-Gilles et Zelzate (rive droite) le 18 mai 1952. La section de ligne entre Moerbeke et Kemzeke est fermée aux marchandises en 1970 et démantelée quatre ans plus tard.
Entre les années 1980 et 2000, un chemin asphalté a été réalisé le long de l'ancien chemin de fer.

## Patrimoine ferroviaire
Le bâtiment des recettes daterait de 1895, à moins qu'il ne s'agisse d'une transformation de celui d'origine. L'aspect de la halte avant 1895 n'est pas connu.
Dans sa configuration des années 1890, il s'apparente aux bâtiments de haltes du plan type 1893 avec un corps central de quatre travées côté voies encadrée par une aile sans étage de trois travées pour les marchandises et colis ainsi qu'une aile de service dotée d'une cour. Un important écart s'observe entre les deuxièmes et troisièmes travées du corps de logis ; cette disposition atypique rappelant les haltes du premier type (années 1880) lorsqu'elles ont été surhaussées mais le corps de logis de ces dernières est en « L » alors qu'il est rectangulaire à Petit-Sinay. Côté rue, l’agencement de la façade du corps de logis s'écarte davantage du plan standard : deux pilastres délimitent trois travées à l'espacement irrégulier. Les ornements de façade, à l'exception des pilastres, rappellent les haltes du premier type de l’État belge. Ils sont complétés par la frise sous la corniche et aux murs-pignons où un œil-de-bœuf, muré depuis, éclairait les combles.
Transformé en bureau de poste en 1981, il accueille depuis un mouvement de scoutisme depuis 2011. L'aile de service a été détruite et l'autre aile rabotée et transformée en appentis.